# 스베리예토프리스탄
스베리예토프리스탄(스웨덴어: Sverigetopplistan, 직역: ‘스웨덴 톱 리스트’)은 스웨덴 음반 산업 협회(IFPI Sverige)의 판매 데이터를 기반으로 하는 스웨덴의 공식 음반 차트이다. 과거 1975년부터 1997년까지는 토플리스탄(Topplistan), 1998년부터 2007년까지는 히틀리스탄(Hitlistan)이라는 명칭을 사용했으며, 2007년 10월부터 현재의 이름을 사용하고 있다. 토플리스탄 이전에는 스웨덴의 음악 판매 기록이 셸스토펜(Kvällstoppen)에 의해 집계되었는데, 해당 주간 차트는 음반과 싱글을 합산한 형태였다.